# Corybas erythrocarpus
Corybas erythrocarpus är en orkidéart som beskrevs av Johannes Jacobus Smith. Corybas erythrocarpus ingår i släktet Corybas, och familjen orkidéer. Inga underarter finns listade i Catalogue of Life.